# 倫德鎮區 (明尼蘇達州道格拉斯縣)
倫德鎮區（英語：Lund Township）是位於美國明尼蘇達州道格拉斯縣的一個行政鎮區。

## 地方資料
倫德鎮區的面積為93.31平方千米，當中陸地面積為73.41平方千米，而水域面積為19.90平方千米。根據2020年美國人口普查的數據，當地共有人口346人，而人口密度為每平方千米3.71人。